# Stanislav Hájek
Stanislav Hájek (* 29. Juni 1924 in Prag; † 16. März 1999 ebenda) war ein tschechischer Schauspieler.
Hájek wirkte als Schauspieler in Produktionen am Theater und Fernsehen mit. International bekannt wurde er durch seine Rollen in Pan Tau oder insbesondere in Die Märchenbraut, in der er den kopflosen Ritter Stank spielte. Erstmals trat er für das tschechoslowakische Fernsehen 1960 in Erscheinung durch eine Rolle in dem Film Valčík pro milión.

## Filmografie
- 1961: Walzer für Millionen (Valcík pro milión)
- 1966: Katja und das Krokodil (Káta a krokodýl)
- 1968: Vier Personen im Kreis (Ctyri v kruhu)
- 1971: Am Anfang des Weges (Svet otevrený náhodám)
- 1972: Das Mädchen auf dem Besenstiel (Dívka na koštěti)
- 1972: Der Tod des schwarzen Königs (Smrt cerného krále)
- 1974: Das Schicksal heißt Kamila (Osud jménem Kamila)
- 1975: Des Christoffel von Grimmelshausen abenteuerlicher Simplicissimus (Fernseh-Mehrteiler)
- 1975: Der Tag, der die Welt veränderte (Atentat u Sarajevu)
- 1975: Wie soll man Dr. Mráček ertränken? oder Das Ende der Wassermänner in Böhmen (Jak utopit doktora Mráčka aneb Konec vodníků v Čechách)
- 1979: Die Märchenbraut (Arabela)
- 1980: Liebe zwischen Regentropfen (Lásky mezi kapkami deste)
- 1980: Das Geheimnis der Teufelstasche (Tajemství dáblovy kapsy)
- 1983: Hilfe, ich bin kein Mörder (Od vrazdy jenom krok ke lzi)
- 1983: Vom Webstuhl zur Weltmacht
- 1985: Mit dem Teufel ist nicht gut spaßen (S čerty nejsou žerty)
- 1995: Mutters Courage